# Royal Oak
Royal Oak är en tunnelbanestation på Londons tunnelbana, på linjen Hammersmith & City line och Circle line den ligger mellan stationerna  Westbourne Park och Paddington.
- Källa: Engelska Wikipedia.